# Flèche wallonne 1980
La 44e édition de la Flèche wallonne a eu lieu le 17 avril 1980. Elle a été remportée par l'Italien Giuseppe Saronni (Gis Gelati) qui a parcouru les 248 kilomètres en 6 h 29. Il est suivi à deux secondes par le Suédois Sven-Åke Nilsson (Miko-Mercier-Vivagel) et à 1 min 40 s par le Français Bernard Hinault (Renault-Gitane). Sur les 209 coureurs qui ont pris le départ, 47 franchissent la ligne d'arrivée.

## Équipes
| Équipes professionnelles (18)- Gis Gelati - Miko-Mercier-Vivagel - Renault-Gitane - Splendor-Admiral - TI-Raleigh-Creda - Peugeot-Esso-Michelin - DAF Trucks-Lejeune - Bianchi-Piaggio - Safir-Ludo - Magniflex-Olmo - Cilo-Aufina - Puch-Sem-Campagnolo - IJsboerke-Warncke Eis - Boston-IFI-Mavic - Marc-Carlos-V.R.D.-Woningbouw - HB Alarmsystemen - Vermeer-Thijs-Mini-Flat - Eurobouw-Cambio Rino |
| |

## Classement final
La course est remportée par l'Italien Giuseppe Saronni (Gis Gelati) qui a parcouru les 248 kilomètres en 6 h 29. Il est suivi à deux secondes par le Suédois Sven-Åke Nilsson (Miko-Mercier-Vivagel) et à 1 min 40 s par le Français Bernard Hinault (Renault-Gitane).
| \| Classement général \| Classement général \| Classement général \| Classement général \| Classement général \| \| Coureur \| Coureur \| Pays \| Équipe \| Temps \| \| ------------------ \| -------------------------- \| ------------------ \| --------------------- \| ------------------ \| \| 1er \| Giuseppe Saronni \| Italie \| Gis Gelati \| 6 h 29 min 00 s \| \| 2e \| Sven-Åke Nilsson \| Suède \| Miko-Mercier-Vivagel \| + 2 s \| \| 3e \| Bernard Hinault \| France \| Renault-Gitane \| + 1 min 40 s \| \| 4e \| Guido Van Calster \| Belgique \| Splendor-Admiral \| + 1 min 40 s \| \| 5e \| Jean-René Bernaudeau \| France \| Renault-Gitane \| + 1 min 40 s \| \| 6e \| Henk Lubberding \| Pays-Bas \| TI-Raleigh-Creda \| + 1 min 40 s \| \| 7e \| Hennie Kuiper \| Pays-Bas \| Peugeot-Esso-Michelin \| + 1 min 40 s \| \| 8e \| Jo Maas \| Pays-Bas \| DAF Trucks-Lejeune \| + 1 min 40 s \| \| 9e \| Gianbattista Baronchelli \| Italie \| Bianchi-Piaggio \| + 1 min 40 s \| \| 10e \| Joop Zoetemelk \| Pays-Bas \| TI-Raleigh-Creda \| + 1 min 40 s \| \| 11e \| Raymond Martin \| France \| Miko-Mercier-Vivagel \| + 1 min 40 s \| \| 12e \| Herman Vanspringel \| Belgique \| Safir-Ludo \| + 4 min 01 s \| \| 13e \| Willy Vigouroux \| Belgique \| Safir-Ludo \| + 4 min 09 s \| \| 14e \| Pascal Simon \| France \| Peugeot-Esso-Michelin \| + 4 min 09 s \| \| 15e \| Johan van der Velde \| Pays-Bas \| TI-Raleigh-Creda \| + 4 min 09 s \| \| 16e \| Marino Amadori \| Italie \| Magniflex-Olmo \| + 4 min 09 s \| \| 17e \| Jacques Verbrugge \| Pays-Bas \| DAF Trucks-Lejeune \| + 4 min 09 s \| \| 18e \| Gottfried Schmutz \| Suisse \| Cilo-Aufina \| + 4 min 09 s \| \| 19e \| René Martens \| Belgique \| DAF Trucks-Lejeune \| + 4 min 09 s \| \| 20e \| René Bittinger \| France \| Puch-Campagnolo-Sem \| + 4 min 09 s \| \| 21e \| Ennio Vanotti \| Italie \| Bianchi-Piaggio \| + 4 min 09 s \| \| 22e \| Ludo Peeters \| Belgique \| IJsboerke-Warncke Eis \| + 4 min 09 s \| \| 23e \| Daniel Willems \| Belgique \| IJsboerke-Warncke Eis \| + 4 min 14 s \| \| 24e \| Silvano Contini \| Italie \| Bianchi-Piaggio \| + 4 min 14 s \| \| 25e \| Jean-Philippe Vandenbrande \| Belgique \| Safir-Ludo \| + 7 min 49 s \| |                            |          |                       |                 |
| |                            |          |                       |                 |
| Sources : ProCyclingStats Cycling Archives |                            |          |                       |                 |
| Classement général |                            |          |                       |                 |
| Coureur | Coureur                    | Pays     | Équipe                | Temps           |
| 1er | Giuseppe Saronni           | Italie   | Gis Gelati            | 6 h 29 min 00 s |
| 2e | Sven-Åke Nilsson           | Suède    | Miko-Mercier-Vivagel  | + 2 s           |
| 3e | Bernard Hinault            | France   | Renault-Gitane        | + 1 min 40 s    |
| 4e | Guido Van Calster          | Belgique | Splendor-Admiral      | + 1 min 40 s    |
| 5e | Jean-René Bernaudeau       | France   | Renault-Gitane        | + 1 min 40 s    |
| 6e | Henk Lubberding            | Pays-Bas | TI-Raleigh-Creda      | + 1 min 40 s    |
| 7e | Hennie Kuiper              | Pays-Bas | Peugeot-Esso-Michelin | + 1 min 40 s    |
| 8e | Jo Maas                    | Pays-Bas | DAF Trucks-Lejeune    | + 1 min 40 s    |
| 9e | Gianbattista Baronchelli   | Italie   | Bianchi-Piaggio       | + 1 min 40 s    |
| 10e | Joop Zoetemelk             | Pays-Bas | TI-Raleigh-Creda      | + 1 min 40 s    |
| 11e | Raymond Martin             | France   | Miko-Mercier-Vivagel  | + 1 min 40 s    |
| 12e | Herman Vanspringel         | Belgique | Safir-Ludo            | + 4 min 01 s    |
| 13e | Willy Vigouroux            | Belgique | Safir-Ludo            | + 4 min 09 s    |
| 14e | Pascal Simon               | France   | Peugeot-Esso-Michelin | + 4 min 09 s    |
| 15e | Johan van der Velde        | Pays-Bas | TI-Raleigh-Creda      | + 4 min 09 s    |
| 16e | Marino Amadori             | Italie   | Magniflex-Olmo        | + 4 min 09 s    |
| 17e | Jacques Verbrugge          | Pays-Bas | DAF Trucks-Lejeune    | + 4 min 09 s    |
| 18e | Gottfried Schmutz          | Suisse   | Cilo-Aufina           | + 4 min 09 s    |
| 19e | René Martens               | Belgique | DAF Trucks-Lejeune    | + 4 min 09 s    |
| 20e | René Bittinger             | France   | Puch-Campagnolo-Sem   | + 4 min 09 s    |
| 21e | Ennio Vanotti              | Italie   | Bianchi-Piaggio       | + 4 min 09 s    |
| 22e | Ludo Peeters               | Belgique | IJsboerke-Warncke Eis | + 4 min 09 s    |
| 23e | Daniel Willems             | Belgique | IJsboerke-Warncke Eis | + 4 min 14 s    |
| 24e | Silvano Contini            | Italie   | Bianchi-Piaggio       | + 4 min 14 s    |
| 25e | Jean-Philippe Vandenbrande | Belgique | Safir-Ludo            | + 7 min 49 s    |